# Scrimă la Jocurile Olimpice de vară din 1984

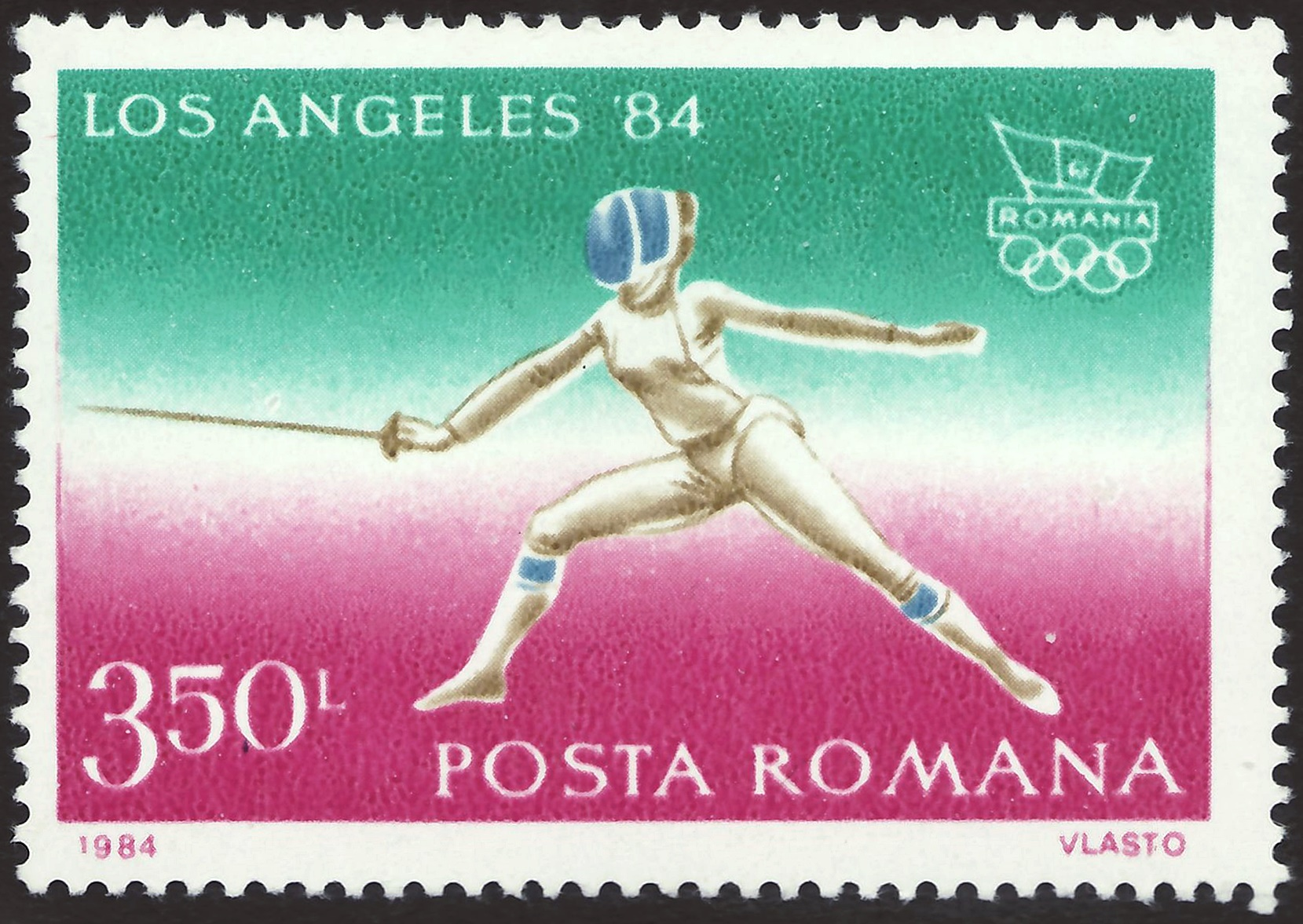
Timbru din 1984 dedicat Jocurilor Olimpice din acel an.

Probele de scrimă la Jocurile Olimpice de vară din 1984 s-au desfășurat în perioada 2–11 august la Los Angeles, Statele Unite.

## Clasament pe medalii
| Loc | Țară                             | Aur | Argint | Bronz | Total |
| --- | -------------------------------- | --- | ------ | ----- | ----- |
| 1   | Italia (ITA)                     | 3   | 1      | 3     | 7     |
| 2   | Germania de Vest (FRG)           | 2   | 3      | 0     | 5     |
| 3   | Franța (FRA)                     | 2   | 2      | 3     | 7     |
| 4   | China (CHN)                      | 1   | 0      | 0     | 1     |
| 5   | România (ROU)                    | 0   | 1      | 1     | 2     |
| 6   | Suedia (SWE)                     | 0   | 1      | 0     | 1     |
| 7   | Statele Unite ale Americii (USA) | 0   | 0      | 1     | 1     |

## Evenimente

### Masculin
| Probă              | Aur | Argint | Bronz                                                                                             |
| Spadă individual   | Philippe Boisse · Franța (FRA)                                                                                 | Björne Väggö · Suedia (SWE)                                                                                     | Philippe Riboud · Franța (FRA)                                                                    |
| Spadă pe echipe    | Germania de Vest (FRG) · Elmar Borrmann · Volker Fischer · Gerhard Heer · Rafael Nickel · Alexander Pusch      | Franța (FRA) · Philippe Boisse · Jean-Michel Henry · Olivier Lenglet · Philippe Riboud · Michel Salesse         | Italia (ITA) · Stefano Bellone · Sandro Cuomo · Cosimo Ferro · Roberto Manzi · Angelo Mazzoni     |
| Floretă individual | Mauro Numa · Italia (ITA)                                                                                      | Matthias Behr · Germania de Vest (FRG)                                                                          | Stefano Cerioni · Italia (ITA)                                                                    |
| Floretă pe echipe  | Italia (ITA) · Mauro Numa · Andrea Borella · Stefano Cerioni · Angelo Scuri · Andrea Cipressa                  | Germania de Vest (FRG) · Matthias Behr · Matthias Gey · Harald Hein · Frank Beck · Klaus Reichert               | Franța (FRA) · Philippe Omnès · Patrick Groc · Frédéric Pietruszka · Pascal Jolyot · Marc Cerboni |
| Sabie individual   | Jean-François Lamour · Franța (FRA)                                                                            | Marco Marin · Italia (ITA)                                                                                      | Peter Westbrook · Statele Unite ale Americii (USA)                                                |
| Sabie pe echipe    | Italia (ITA) · Marco Marin · Gianfranco Dalla Barba · Giovanni Scalzo · Ferdinando Meglio · Angelo Arcidiacono | Franța (FRA) · Jean-François Lamour · Pierre Guichot · Hervé Granger-Veyron · Philippe Delrieu · Franck Ducheix | România (ROU) · Marin Mustață · Ioan Pop · Alexandru Chiculiță · Cornel Marin · Vilmoș Szabo      |

### Feminin
| Probă              | Aur | Argint                                                                                            | Bronz |
| Floretă individual | Luan Jujie · China (CHN)                                                                                                 | Cornelia Hanisch · Germania de Vest (FRG)                                                         | Dorina Vaccaroni · Italia (ITA)                                                                                           |
| Floretă pe echipe  | Germania de Vest (FRG) · Ute Kircheis-Wessel · Christiane Weber · Cornelia Hanisch · Sabine Bischoff · Zita Funkenhauser | România (ROU) · Aurora Dan · Monica Weber · Rozalia Oros · Marcela Zsak · Elisabeta Tufan-Guzganu | Franța (FRA) · Laurence Modaine · Pascale Trinquet-Hachin · Brigitte Latrille-Gaudin · Véronique Brouquier · Anne Meygret |

## Țări participante
262 de trăgători (202 de bărbăti și 60 de femei) din 38 de țări au participat la Los Angeles 1984.
- Arabia Saudită (7)
- Argentina (10)
- Australia (3)
- Austria (8)
- Belgia (4)
- Bolivia (1)
- Canada (15)
- China (18)
- Coreea de Sud (7)
- Egipt (6)
- Elveția (5)
- Franța (20)
- Germania de Vest (20)
- Grecia (1)
- Haiti (2)
- Hong Kong (5)
- Insulele Virgine Americane (4)
- Israel (4)
- Italia (20)
- Japonia (9)
- Iordania (1)
- Kuweit (9)
- Liban (4)
- Marea Britanie (20)
- Mexic (1)
- Monaco (1)
- Noua Zeelandă (2)
- Norvegia (6)
- Panama (1)
- Portugalia (1)
- Puerto Rico (2)
- România (11)
- Spania (2)
- Suedia (6)
- Taipeiul Chinez (2)
- Turcia (2)
- Statele Unite ale Americii (20)
- Venezuela (2)

## Legături externe
- Statistice Arhivat în 28 februarie 2009, la Wayback Machine. pe Sports Reference